# Тиржа

Тиржа — река в России, протекает в Ардатовском и Арзамасском районах Нижегородской области. Устье реки находится в 162 км по левому берегу реки Тёша. Длина реки составляет 12 км.
Исток реки у деревни Кузьгородь в 18 км к северо-востоку от города Ардатов. Верхнее течение лежит в Ардатовском районе, нижнее — в Арзамасском. Река течёт на северо-восток и север по безлесой местности, протекает деревни Кузьгородь и Писарево (Ардатовский район). Впадает в Тёшу между сёлами Шерстино и Пятницы. Тиржа — сезонная река и в межень полностью пересыхает.

## Данные водного реестра
По данным государственного водного реестра России относится к Окскому бассейновому округу, водохозяйственный участок реки — Тёша от истока и до устья, речной подбассейн реки — Бассейны притоков Оки от Мокши до впадения в Волгу. Речной бассейн реки — Ока.
По данным геоинформационной системы водохозяйственного районирования территории РФ, подготовленной Федеральным агентством водных ресурсов:
- Код водного объекта в государственном водном реестре — 09010300212110000030588
- Код по гидрологической изученности (ГИ) — 110003058
- Код бассейна — 09.01.03.002
- Номер тома по ГИ — 10
- Выпуск по ГИ — 0